# دوروتی مالون
دوروتی الوئیز مالون (انگلیسی: Dorothy Eloise Maloney؛ زادهٔ ۳۰ ژانویهٔ ۱۹۲۴ - درگذشت ۱۹ ژانویهٔ ۲۰۱۸) بازیگر اهل ایالات متحده آمریکا بود.
وی بین سال‌های ۱۹۴۳ تا ۱۹۹۲ میلادی فعالیت می‌کرد.
او پس از یک دوره طولانی بیماری، در ۱۹ ژانویه ۲۰۱۸ در آستانه ۹۴ سالگی در دالاس تگزاس درگذشت.

## جوایز
وی برنده جایزه اسکار بهترین بازیگر نقش مکمل زن سال ۱۹۵۶ شد.

## گزیدهٔ نقش‌آفرینی‌ها
از فیلم‌ها یا برنامه‌های تلویزیونی که وی در آن نقش داشته است می‌توان به آثار زیر اشاره کرد.
- محکم گام بردار (۱۹۴۴)
- شب و روز (۱۹۴۶)
- خواب ابدی(۱۹۴۶)
- خانم اومالی و آقای مالون (۱۹۵۰)
- سریع و خشمگین (۱۹۵۵)
- به زور اسلحه (۱۹۵۵)
- بربادنوشته (۱۹۵۶)
- مرد هزار چهره (۱۹۵۷)
- خیلی زیاد، خیلی زود (۱۹۵۸)
- وارلاک (۱۹۵۹)
- پیتون پلیس (۱۹۶۴ تا ۱۹۶۹)
- زنان سیری‌ناپذیر (۱۹۶۹)
- آیرونساید (۱۹۶۷)
- خیابان‌های سان‌فرانسیسکو (۱۹۷۲)
- دارا و ندار (۱۹۷۶)
- کشته‌های زمستان (۱۹۷۹)
- غریزه اصلی (۱۹۹۲)